# Bandiera dello Zambia
La bandiera dello Zambia è il vessillo nazionale della Repubblica dello Zambia. È stata adottata il 24 ottobre 1964 dal primo presidente Kenneth Kaunda e leggermente modificata nel 1996.
La bandiera è stata disegnata dall'artista zambiana Gabriel Ellison ed è formata da un campo verde con tre bande verticali sul lato del battente, che partono dal basso e arrivano a 2/3 dell'altezza, di colore (da sinistra a destra) rosso, nero e arancione; sopra di esse è raffigurata un'aquila ad ali spiegate.

## Descrizione
Il disegno e l'uso della bandiera sono descritti nel National Flag and Armorial Ensigns Act del 4 giugno 1965.
I colori del vessillo zambiano derivano da quelli della bandiera dello United National Independence Party, ossia il partito indipendentista che guidò la lotta per la libertà dal Regno Unito.

Foglio di costruzione della bandiera dello Zambia

## Significato
Ciascuno dei quattro colori del vessillo rappresenta un aspetto dello Zambia: il verde simboleggia le risorse naturali e la vegetazione del Paese, il rosso la lotta per la libertà, il nero la sua popolazione e l'arancione per la sua ricchezza mineraria (principalmente il rame). L'aquila raffigurata — che compare anche sullo stemma dello Zambia — è un'aquila urlatrice e rappresenta la capacità del popolo di superare i problemi della nazione.

## Bandiere storiche

Bandiera della Compagnia dell'Africa Meridionale Britannica (1890–1924)
Bandiera della Rhodesia Settentrionale (1924–1964)
Bandiera della Federazione della Rhodesia e del Nyasaland (1953–1963)
Precedente bandiera zambiana, con una tonalità più scura di verde (1964–1996)